# Hugh le Despenser, 1. Earl of Winchester

Wappen von Hugh le Despenser dem Älteren

Hugh le Despenser, 1. Earl of Winchester (auch Hugh le Despenser the Elder (der Ältere); * 1. März 1261; † 27. Oktober 1326 bei Bristol) war ein englischer Magnat, Diplomat und Militär.

## Herkunft
Hugh le Despenser war ein Sohn von Hugh le Despenser, der als Justiciar an der Seite von Simon de Montfort 1265 in der Schlacht von Evesham gefallen war, und Alina Basset. Nach dem Sieg des Königs im Zweiten Krieg der Barone wurden die Besitzungen seines Vaters von der Krone beschlagnahmt.

## Karriere als Militär und Diplomat
Im Mai 1281 erhielt Despenser die beschlagnahmten Besitzungen seines Vaters zurück, und im August 1281 wurde ihm auch das Erbe seiner Mutter übergeben. Während des zweiten Feldzugs von König Eduard I. zur Eroberung von Wales diente er 1283 unter Edmund, 2. Earl of Cornwall. Nachdem er 1285 ohne Erlaubnis von König Eduard I. Isabella, eine Tochter von William de Beauchamp, 9. Earl of Warwick und Witwe von Patrick de Chaworth geheiratet hatte, verurteilte ihn der König zu einer Strafzahlung in Höhe von 2000 Mark. Im Dienst des Königs machte Despenser rasch Karriere. 1287 begleitete er den König in die Gascogne. Im Juni 1294 ernannte ihn der König zum Constable von Odiham Castle, etwa um die gleiche Zeit wurde er einer der englischen Gesandten beim Deutschen König Adolf von Nassau und bei Siegfried von Westerburg, dem Erzbischof von Köln. Ende 1294 war er erneut in der Gascogne. 1295 berief ihn der König als Baron le Despenser erstmals ins Parlament. Im April 1296 kämpfte er in der Schlacht bei Dunbar, ehe er während des Französisch-Englischen Kriegs von 1296 bis 1297 als Vertreter des Königs bei Guido, dem Grafen von Flandern war, mit dem am 5. Februar 1297 ein Bündnis geschlossen wurde. Eine Woche darauf wurde er zum Justice of the Forest south of Trent ernannt und im Juni 1297 wurde er Mitglied des Royal Council. Im Sommer 1300 war er einer von nur drei Magnaten, die an diesem Feldzug des Königs nach Schottland teilnahmen.
Im November 1300 wurde er zusammen mit Henry de Lacy, 3. Earl of Lincoln als Gesandter nach Rom zu Papst Bonifatius VIII. gesandt, und im April 1302 war er einer der Gesandten, die in Frankreich einen Friedensvertrag aushandeln sollten, um den Französisch-Englischen Krieg zu beenden. Im Oktober 1305 sandte ihn der König nach Lyon, um mit Papst Clemens V. einen möglichen Kreuzzug, aber auch die englisch-französischen Beziehungen zu besprechen. Zwischen diesen zahlreichen diplomatischen Missionen nahm er 1303, 1304 und 1306 an den Feldzügen des Königs nach Schottland teil. Für seine treuen Dienste belohnte ihn der König 1296 mit Kirtlington und 1301 mit Great Haselse in Oxfordshire. 1306 durfte sein ältester Sohn Hugh le Despenser Eleanor de Clare, eine Enkelin des Königs, heiraten.

## Gefolgsmann von König Eduard II.
Nach dem Tod von König Eduard I. im Juli 1306 war Despenser von Beginn an ein treuer Unterstützer von dessen Sohn und Nachfolger König Eduard II. Während dessen Krönung trug er einen Teil der Insignien. Als es Anfang 1308 zu Unruhen der Barone, die mit der Herrschaft des Königs und unzufrieden waren, kam, übernahm er die Verwaltung von Devizes, Marlborough und Chepstow Castle einschließlich der Stadt Chepstow. Im März 1308 wurde er erneut Justice of the Forest south of Trent, dieses einträgliche Amt wurde ihm im August 1309 lebenslang übertragen. Er war einer der wenigen Barone, die noch Piers Gaveston, den Favoriten des Königs, unterstützten, weshalb es im Frühjahr 1308 zu einer offenen Rebellion der Barone kam. Wegen dieser Haltung wurde ihm die Teilnahme am Parlament von Northampton verwehrt, doch im Herbst 1308 war er wieder am Königshof. Im Mai 1313 begleitete er König Eduard II. nach Frankreich, wo dessen Söhne von König Philipp IV. zum Ritter geschlagen wurden, und wo er den französischen König im Dezember 1313 in Montreuil traf. Um diese Zeit gehörte Despenser zu den Feinden von Thomas Plantagenet, 2. Earl of Lancaster, der zum Führer der Adelsopposition geworden war. Despenser nahm im Juni 1314 an der Schlacht von Bannockburn teil. Nach dieser englischen Niederlage gewann Lancaster die Vorherrschaft am Königshof, weshalb sich Despenser von dort zurückziehen musste.

## Günstlingsherrschaft der Despensers

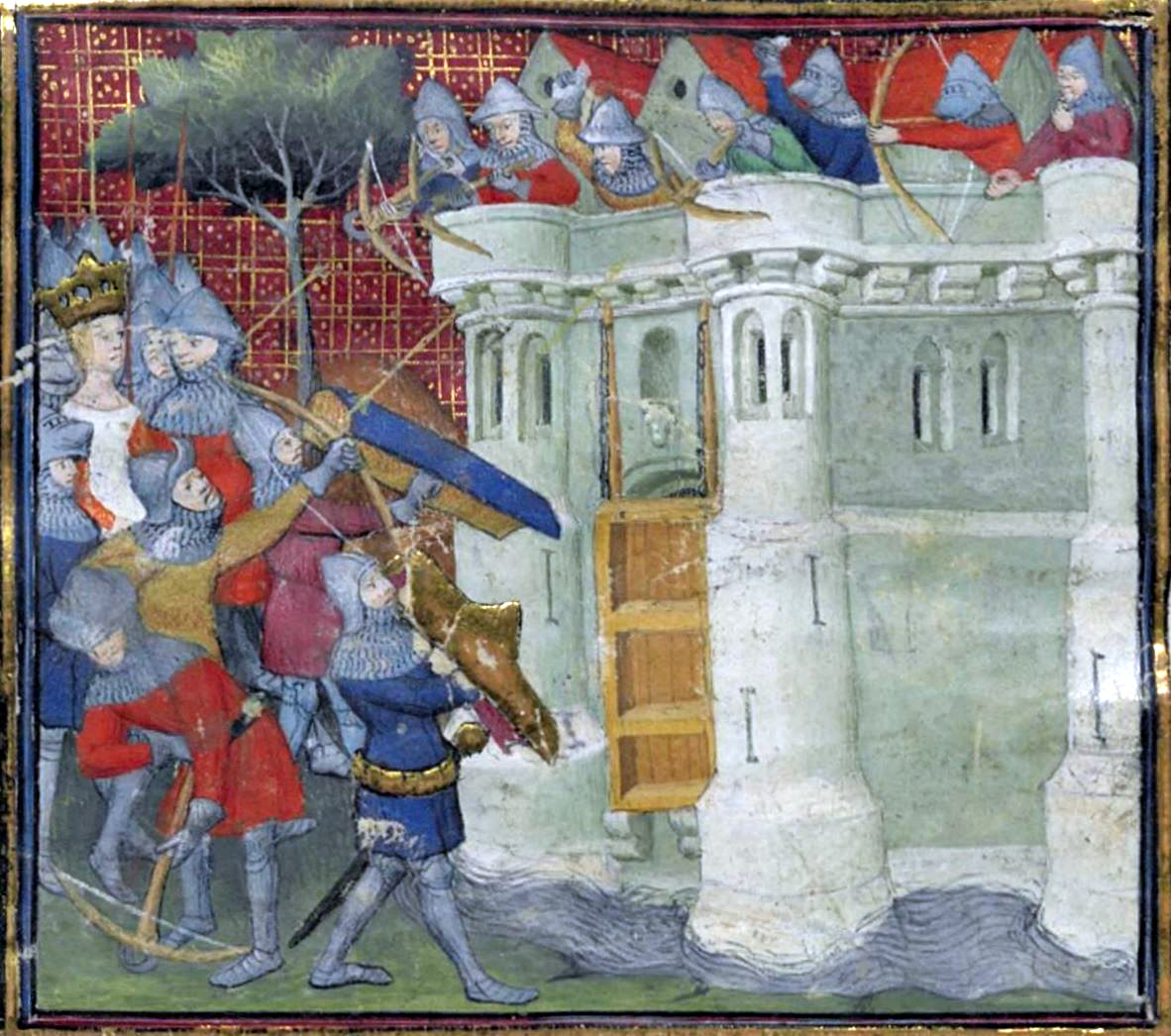
Die Belagerung des von Despenser verteidigten Bristol 1326, Miniatur aus dem 15. Jahrhundert

Im Frühjahr 1316 war Despenser zusammen mit seinem gleichnamigen Sohn erneut im Gefolge des Königs, blieb aber trotz Aussöhnungsversuchen weiterhin mit Lancaster zerstritten. 1317 begleitete er den König auf dessen Feldzug gegen Schottland. Sein Sohn Hugh wurde 1318 Kämmerer des Königs und stieg rasch zu dessen neuen Favoriten auf. 1320 sandte ihn der König zusammen mit Bartholomew de Badlesmere in die Gascogne, um die dortige englische Verwaltung zu überwachen. Von dort reiste er nach Amiens, wo er mit dem König zusammentraf. Gegen den wachsenden Einfluss des jüngeren Despenser auf den König richtete sich eine Rebellion der walisischen Marcher Lords, die im Mai 1321 im sogenannten Despenser War seine Besitzungen in Wales besetzten. Während des Parlaments von 1321 zwangen die rebellischen Barone den König, am 14. August die Despensers zu verbannen. Despenser ging ins Exil nach Bordeaux, doch bereits am 1. Dezember rief der König ihn und seinen Sohn nach England zurück. Anfang 1322 begann der König einen Feldzug, um die rebellischen Barone zu schlagen. Anfang März stießen die Despensers zum königlichen Heer. Das Heer Lancasters wurde am 16. März in der Schlacht bei Boroughbridge entscheidend geschlagen, Lancaster wurde gefangen genommen und als Verräter hingerichtet. Von den beschlagnahmten Besitzungen Lancasters gab der König Denbigh Castle in Nordwales Despenser als Lehen, dazu erhielt er Brimpsfield und weitere Güter seines Schwagers, des ebenfalls als Rebellen verurteilten Baron Giffard. Am 10. Mai 1322 erhob ihn der König zum Earl of Winchester, und in den nächsten Jahren hatte er zusammen mit seinem Sohn entscheidenden Einfluss auf den König, der tyrannisch herrschte. Die Königin hasste die Despensers und flüchtete nach Frankreich.

## Sturz und Tod
Als die Königin im September 1326 zusammen mit einem Heer unter ihrem Liebhaber Roger Mortimer in England landete, flüchteten der König und die Despensers nach Wales. Von Chepstow sandte der König den älteren Despenser nach Bristol Castle. Die Garnison weigerte sich jedoch, seinen Befehlen zu folgen und übergab Burg und Stadt an die Truppen der Königin. Despenser wurde gefangen genommen, von Mortimer, den Earls of Leicester, Norfolk, Kent und anderen als Verräter verurteilt, enteignet und durch Hängen vor der Stadt hingerichtet. Sein Kopf wurde nach Winchester geschickt, seine Leiche an Hunde verfüttert.

## Nachkommen
Aus seiner Ehe mit Isabel de Beauchamp hatte er mehrere Kinder, darunter:
- Sir Hugh le Despenser (1286–1326), ⚭ Eleanor de Clare;
- Aline le Despenser († um 1353), ⚭ Edward Burnell, 1. Baron Burnell;
- Isabel le Despenser († 1334), ⚭ (1) Gilbert de Clare, Lord of Thomond, ⚭ (2) John Hastings, 1. Baron Hastings, ⚭ (3) Ralph de Monthermer, 1. Baron Monthermer.